# Емца (посёлок)
Е́мца — посёлок (в 1943—2013 — посёлок городского типа) в Плесецком районе Архангельской области Российской Федерации. С 2014 по 2021 год был административным центром Емцовского сельского поселения.

## География
Посёлок Емца расположен в 172 км к югу от Архангельска и в 53 км на север от Плесецка.

## История
Статус посёлка городского типа с 1943 года. В 1963—1965 годах Емца входила в состав Плесецкого промышленного района. С 2013 — сельский населённый пункт.

## Население
| 1959  | 1970  | 1979  | 1989  | 2002  | 2009  |
| ----- | ----- | ----- | ----- | ----- | ----- |
| 8807  | ↘6881 | ↘4900 | ↘2266 | ↘1498 | ↘1332 |
| 2010  | 2011  | 2012  | 2013  |       |       |
| ↘1067 | ↘1058 | ↘1040 | ↘991  |       |       |

## Климат
- Среднегодовая температура воздуха — 1,8 °C
- Относительная влажность воздуха — 73,8 %
- Средняя скорость ветра — 3,1 м/с

| Среднесуточная температура воздуха в Емце по данным NASA | Среднесуточная температура воздуха в Емце по данным NASA | Среднесуточная температура воздуха в Емце по данным NASA | Среднесуточная температура воздуха в Емце по данным NASA | Среднесуточная температура воздуха в Емце по данным NASA | Среднесуточная температура воздуха в Емце по данным NASA | Среднесуточная температура воздуха в Емце по данным NASA | Среднесуточная температура воздуха в Емце по данным NASA | Среднесуточная температура воздуха в Емце по данным NASA | Среднесуточная температура воздуха в Емце по данным NASA | Среднесуточная температура воздуха в Емце по данным NASA | Среднесуточная температура воздуха в Емце по данным NASA | Среднесуточная температура воздуха в Емце по данным NASA |
| Янв                                                      | Фев                                                      | Мар                                                      | Апр                                                      | Май                                                      | Июн                                                      | Июл                                                      | Авг                                                      | Сен                                                      | Окт                                                      | Ноя                                                      | Дек                                                      | Год                                                      |
| −12,5 °C                                                 | −11,0 °C                                                 | −5,5 °C                                                  | 1,1 °C                                                   | 8,6 °C                                                   | 15,4 °C                                                  | 17,9 °C                                                  | 14,1 °C                                                  | 8,3 °C                                                   | 1,7 °C                                                   | −7,1 °C                                                  | −10,8 °C                                                 | 1,8 °C                                                   |
| -------------------------------------------------------- | -------------------------------------------------------- | -------------------------------------------------------- | -------------------------------------------------------- | -------------------------------------------------------- | -------------------------------------------------------- | -------------------------------------------------------- | -------------------------------------------------------- | -------------------------------------------------------- | -------------------------------------------------------- | -------------------------------------------------------- | -------------------------------------------------------- | -------------------------------------------------------- |

## Экономика
Железнодорожные и лесозаготовительные предприятия. В посёлке есть станция Северной железной дороги на линии Плесецкая — Обозерская. Станция Емца была начальным пунктом железнодорожной линии на Верховский. В посёлке действовала узкоколейная железная дорога.

## Этимология
Название посёлок получил от реки Емцы.

## Достопримечательности
В центре станции Емца в 60 метрах от железнодорожного вокзала находится некогда самое посещаемое место советского периода — Памятник красноармейцам.

## Известные жители
В 1991—1995 годах в местной участковой больнице главным врачом работал Иван Мосеев, общественный деятель, журналист, активист движения за права поморов, и исследователь поморской культуры.

## Фотографии

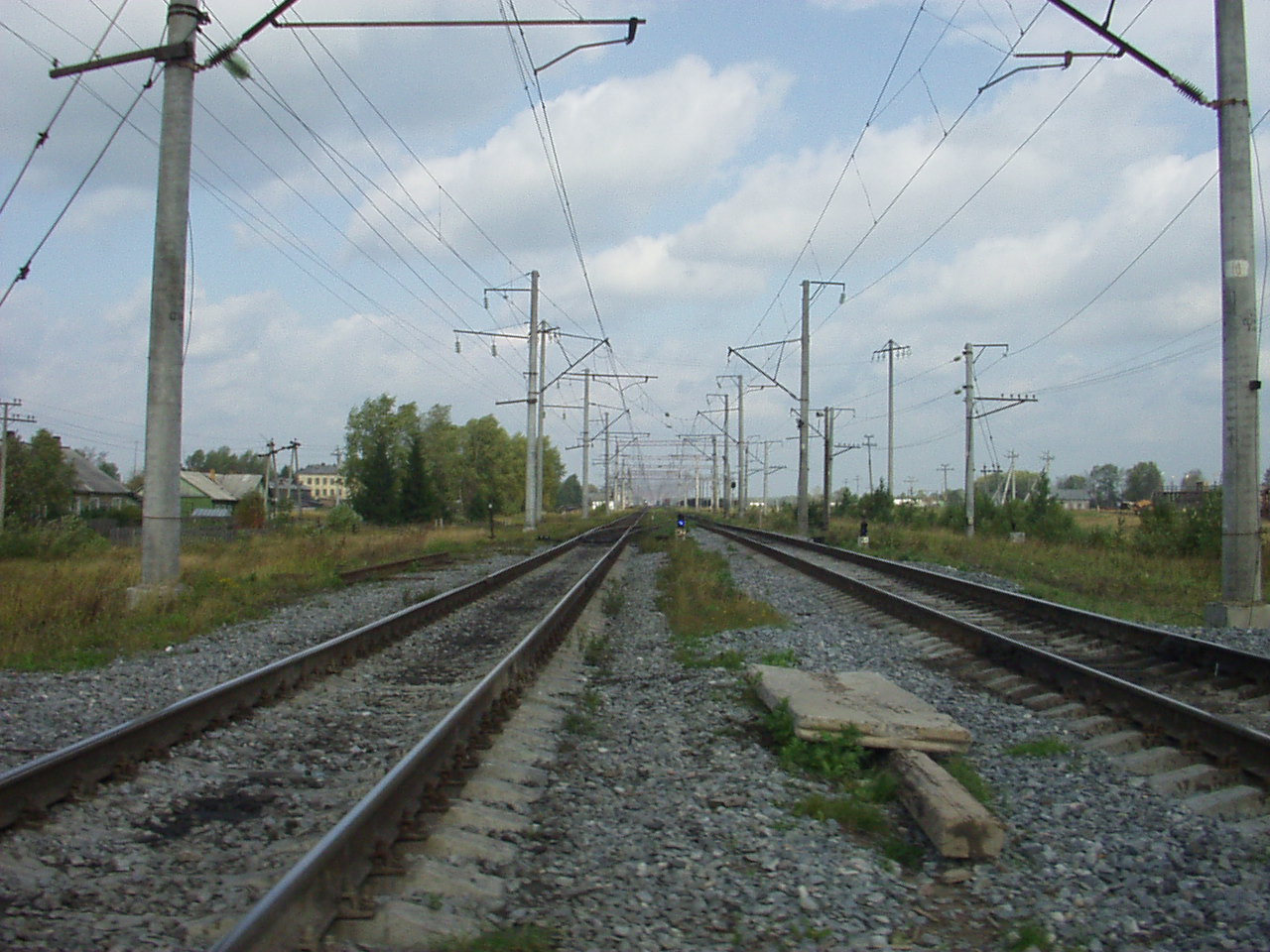
Южная горловина станции
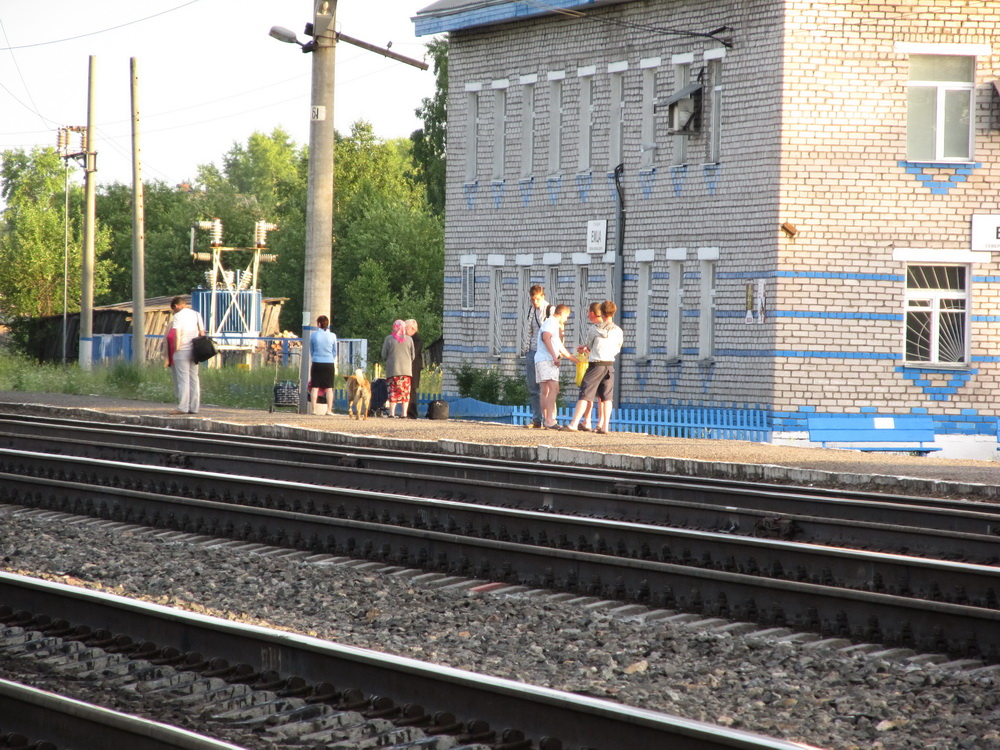
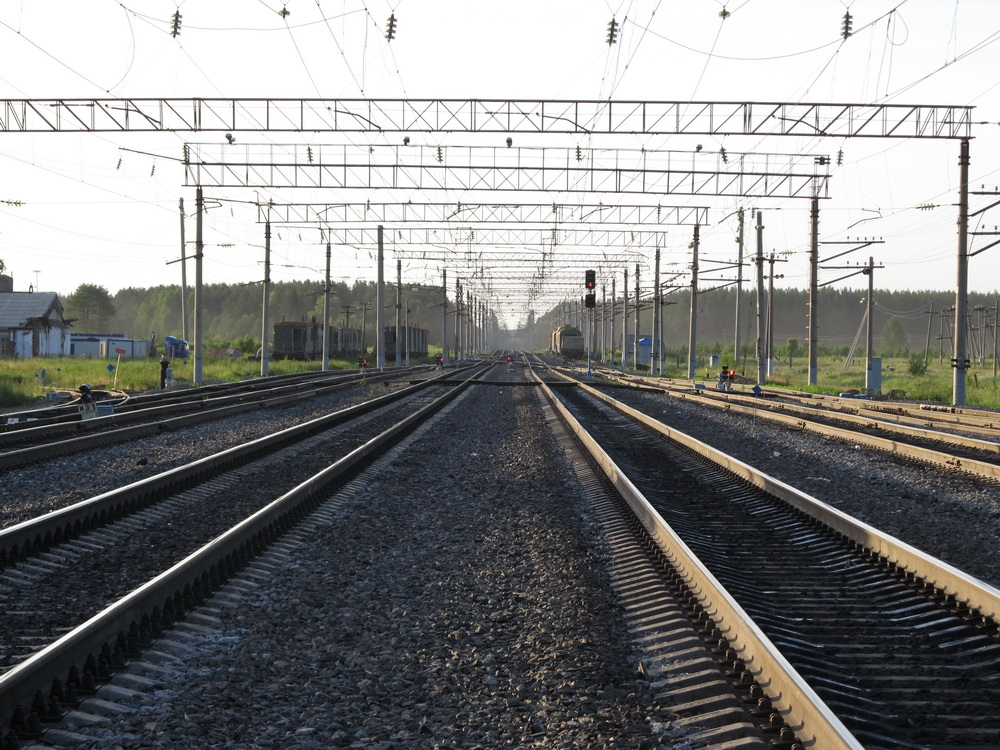
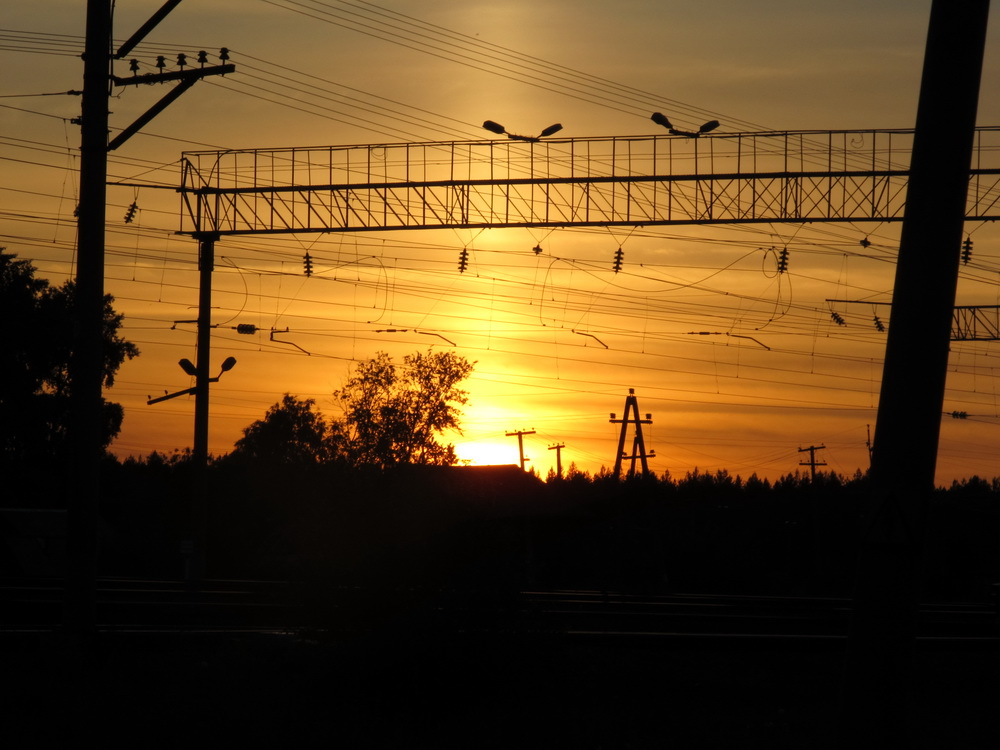
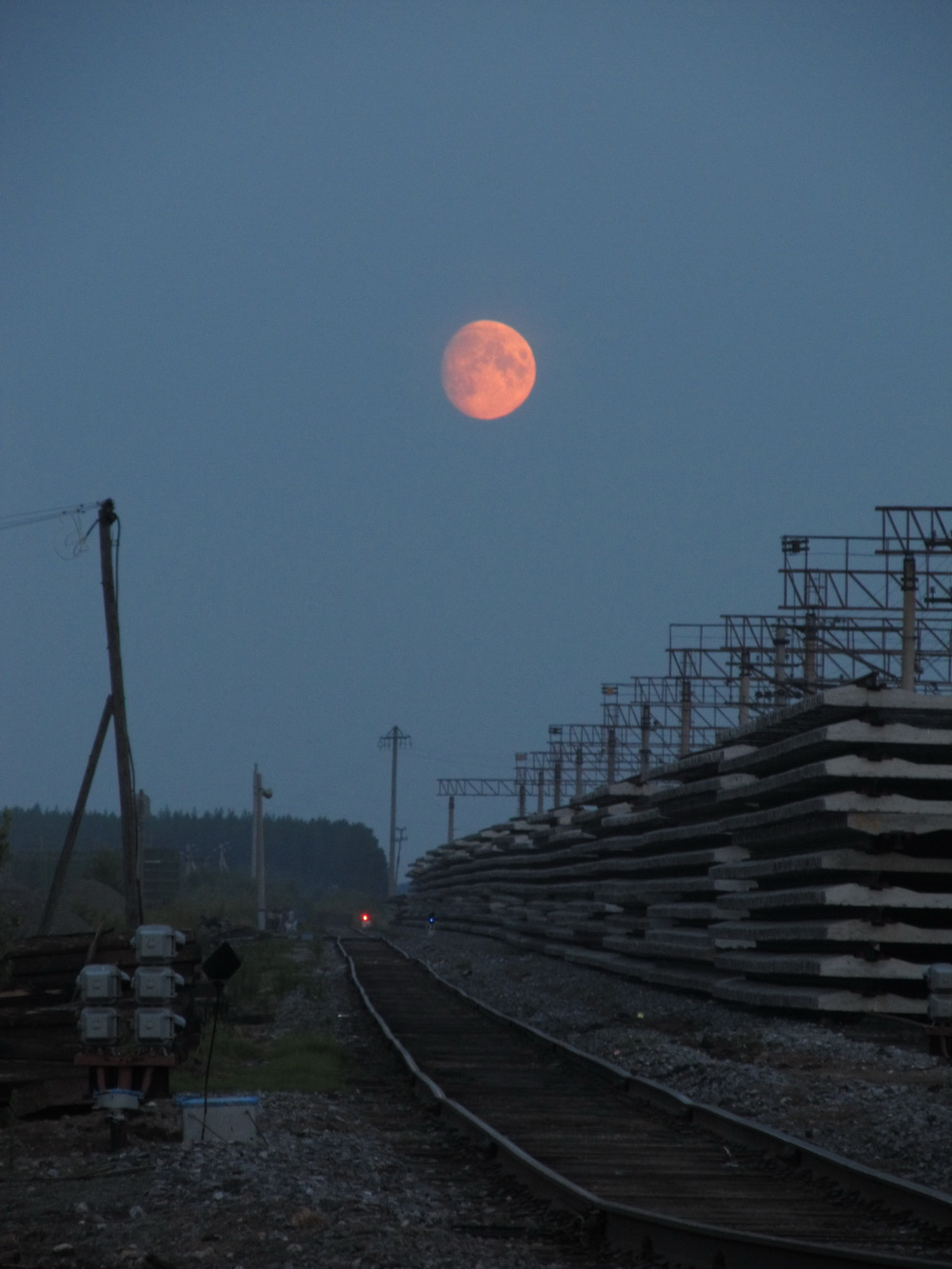